# Некипелов, Алексей Константинович
Алексей Константинович Некипелов (род. 1927) — советский передовик сельскохозяйственного производства. Герой Социалистического Труда (1958).

## Биография
Родился 1 июня 1927 года в деревне Семидворка, Красноармейского района Самарской области, в крестьянской, семье.
Окончил шесть классов семилетней школы в селе Волчанка и начал работать в колхозе рядовым колхозником. С 1943 года в период Великой Отечественной войны,  после окончания курсов трактористов — работал трактористом в Волчанской машинно-тракторной станции и в колхозе имени XVIII партсъезда Колдыбанского района Куйбышевской области.
В 1953 году, как один из лучших механизаторов, А. К. Некипелов был назначен — бригадиром тракторной бригады колхоза имени XVIII партсъезда Колдыбанского района Куйбышевской области. В 1956 и в 1958 годах его бригада получила самый высокий урожай в районе — 18,5 центнеров с гектара.
21 ноября 1958 года Указом Президиума Верховного Совета СССР «за выдающиеся успехи, достигнутые в деле увеличения производства зерна и других продуктов сельского хозяйства»  Алексей Константинович Некипелов был удостоен звания Героя Социалистического Труда с вручением Ордена Ленина и золотой медали «Серп и Молот».
В 1959 году был избран — председателем колхоза имени XVIII партсъезда, затем с 1966 года работал там же — инженером. С 1981 по 1984 годы — секретарь партийной организации колхоза. С 1984 по 1998 годы — работал на должностях инженера, бригадира и слесаря.
Избирался депутатом — Куйбышевского областного, Колдыбанского районного и Волчанского сельского советов.
После выхода на пенсию в 1998 году жил в посёлке Алексеевский Красноармейского района Самарской области.

## Награды
- Медаль «Серп и Молот» (21.11.1958)
- Орден Ленина (21.11.1958)
- Медали ВДНХ